# Saisons (album)
Albums de Laurent Voulzy
Avril
(2001) Gothique flamboyant pop dancing tour
(2004)
Saisons est une compilation de Laurent Voulzy sortie en 2003.
Le premier disque présente dans l'ordre chronologique (à l'exception de Là où je vais, inédit beaucoup plus récent) les faces A des 45 tours sortis entre 1977 et 1988, sauf Lucienne est américaine et Paris-Strasbourg, ainsi que quelques faces B (Karin Redinger, Grimaud et Belle-Île-en-Mer, Marie-Galante) qui ont connu le succès. Ce disque reprend donc l'intégralité de la compilation précédente, Belle-Île-en-Mer 1977-1988 en omettant Mayenne et Ricken.

Le second disque présente une sélection de titres extraits des albums Caché derrière (1992) (pistes 1 à 6) et Avril (2001) (pistes 7 à 14).

## Chansons

### CD 1
1. Là où je vais (inédit 2003)
2. Rockollection
3. Bubble Star
4. Karin Redinger
5. Cocktail chez mademoiselle
6. Grimaud
7. Le Cœur grenadine
8. Surfin Jack
9. Idéal simplifié
10. Liebe
11. Bopper en larmes
12. Désir, désir (en duo avec Véronique Jannot)
13. Les Nuits sans Kim Wilde
14. Belle-Île-en-Mer, Marie-Galante
15. My Song of You
16. Le soleil donne

### CD 2
1. Caché derrière
2. Le Cantique mécanique
3. Le Pouvoir des fleurs
4. Le Rêve du pecheur
5. Paradoxal Système
6. Carib Islander
7. Une héroïne
8. La Fille d'avril
9. Amélie Colbert
10. Je suis venu pour elle
11. Slow Down (version éditée)
12. Quatre nuages
13. Jésus
14. I Want You